# Cyd Charisse
Cyd Charisse, ursprungligen Tula Ellice Finklea, född 8 mars 1921 i Amarillo, Texas, död 17 juni 2008 i Los Angeles, Kalifornien, var en amerikansk skådespelare och dansare.

## Biografi
Redan när Cyd Charisse var liten fick hon balettlektioner, och när hon var 15 år gammal blev hon medlem av Ballets Russes. När hon var 18 år gifte hon sig med sin danslärare, Nico Charisse.
År 1941 var Charisse med i sina första filmer; det rörde sig om kortare musikfilmer. År 1943 spelade hon med i Skräll på Broadway, då under namnet Lily Norwood. År 1946 fick hon kontrakt hos MGM, och det var då som hon tog sitt artistnamn. Hon fick mindre roller i filmer som Harvey Girls, En liten tjuserska och Ziegfeld Follies (1946). Vändpunkten i karriären kom när hon spelade mot Gene Kelly i Singin' in the Rain (1952). Det ledde till att hon fick större roller, bland annat mot Fred Astaire i Den stora premiären (1953) och i Silkesstrumpan (1957).
Hon var sedan 1948 gift med sångaren och skådespelaren Tony Martin. Cyd Charisse avled 2008 på Cedars Sinai Medical Center i Los Angeles i sviterna av en hjärtattack.

## Filmografi (i urval)
- 1946 – Harvey Girls
- 1946 – En liten tjuserska
- 1946 – Ziegfeld Follies
- 1946 – Efter regn kommer solsken
- 1947 – Fiesta
- 1947 – Ballerina
- 1948 – I mitt hjärta det sjunger
- 1948 – På en ö med dej
- 1949 – Banditen som kysstes
- 1949 – Den andra kvinnan
- 1952 – Singin' in the Rain
- 1953 – Den stora premiären
- 1953 – Sombrero
- 1954 – Brigadoon
- 1955 – Alltid vackert väder
- 1956 – Viva Las Vegas
- 1957 – Silkesstrumpan
- 1958 – Natt i Chicago
- 1962 – 2 veckor i en annan stad
- 1978 – Atlantis
- 1978 – Hawaii Five-O (TV-serie) (1 avsnitt)
- 1979–1983 – Fantasy Island (TV-serie) (2 avsnitt)
- 1979 – Kärlek ombord (TV-serie) (1 avsnitt)
- 1984 – Stuntmannen (TV-serie) (1 avsnitt)
- 1985 – Mord och inga visor (TV-serie) (1 avsnitt)
- 1995 – Frasier (TV-serie) (1 avsnitt)
- 1995 – Mord, mina herrar (TV-serie) (1 avsnitt)

## Bilder

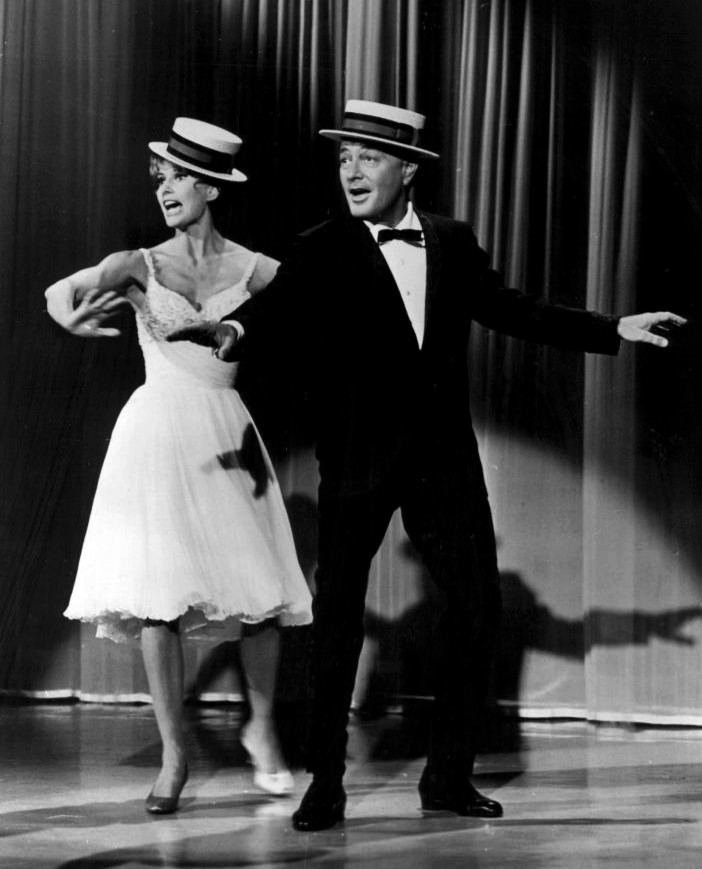
Cyd Charisse och Tony Martin i TV-programmet The Hollywood Palace.
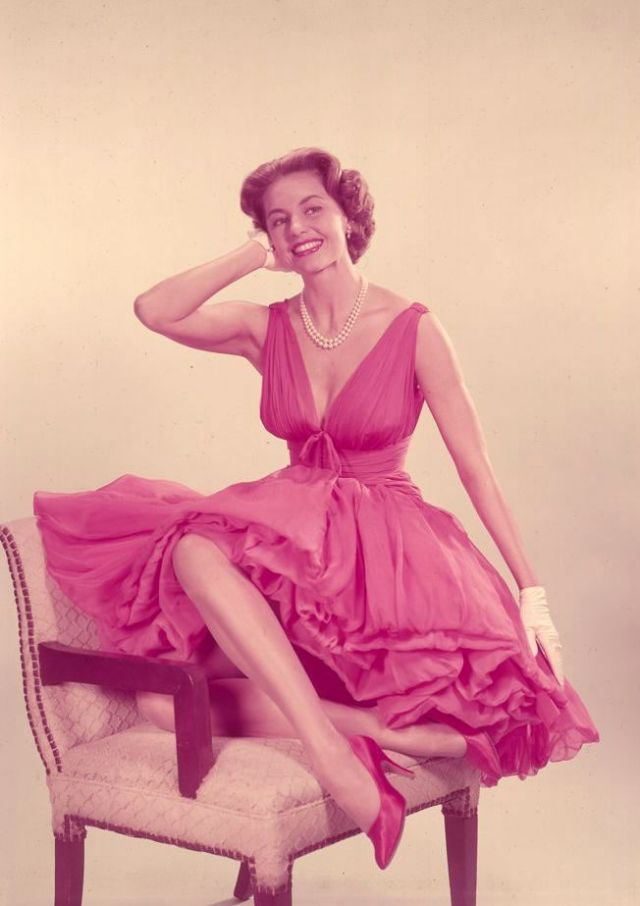
Cyd Charisse cirka 1950.
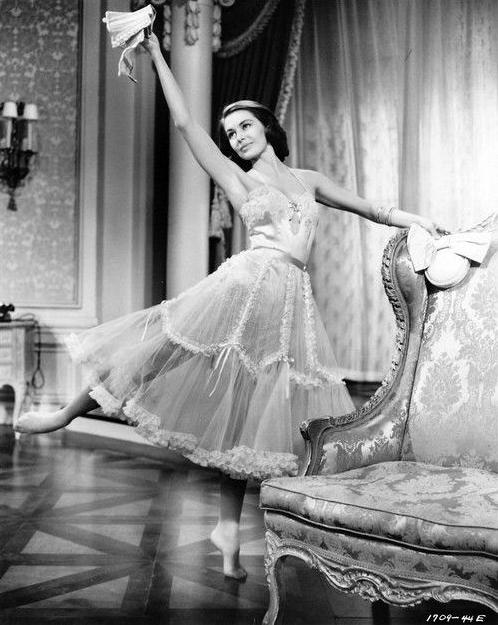
Cyd Charisse 1957 i långfilmen Silkesstrumpan.
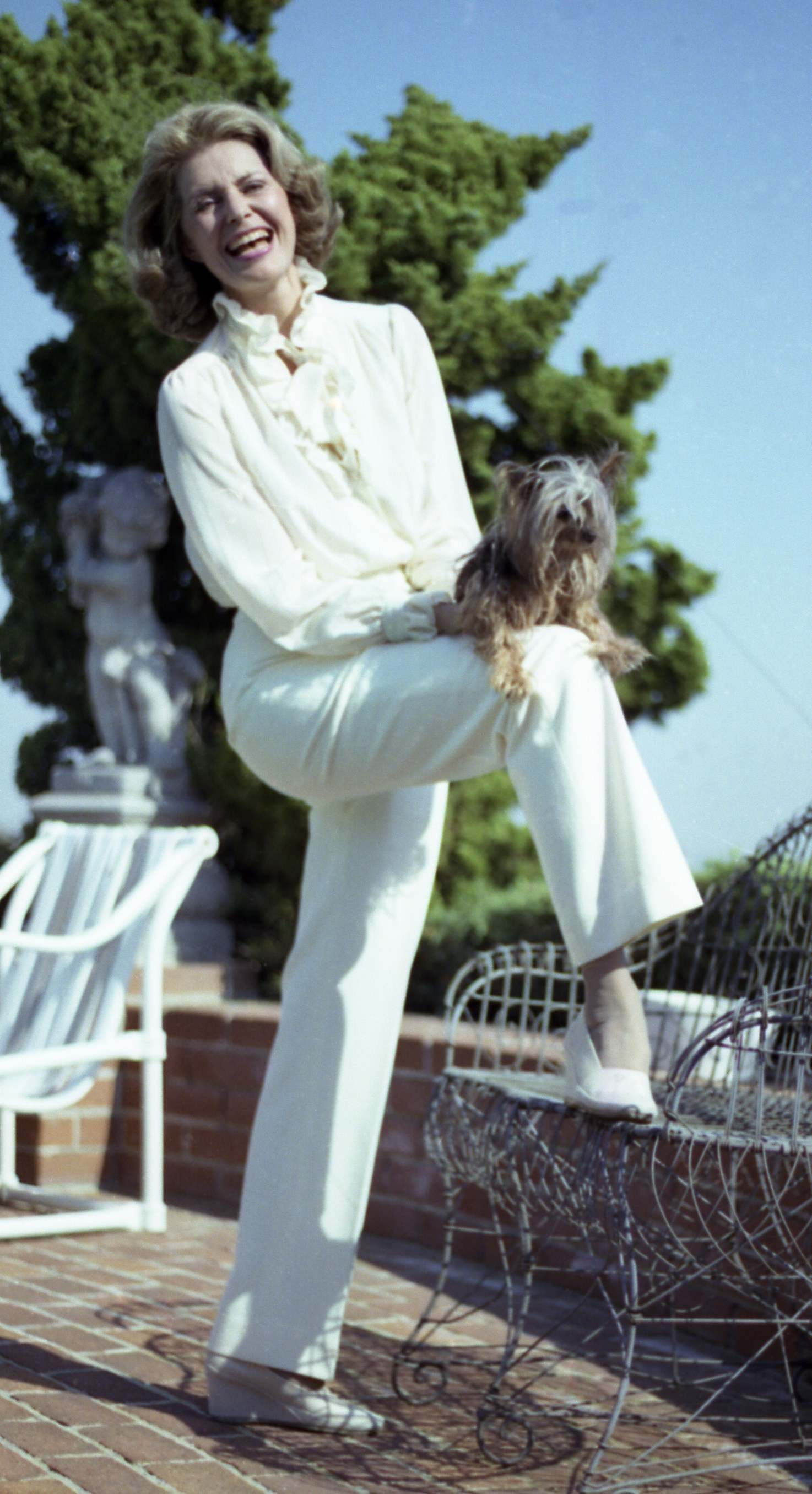
Foto på Cyd Charisse från 1987 taget av Alan Warren.